# Vítsa
Vítsa (Vitsa) är en ort i Grekland.   Den ligger i prefekturen Nomós Ioannínon och regionen Epirus, i den nordvästra delen av landet, 300 km nordväst om huvudstaden Aten. Vítsa ligger 898 meter över havet och antalet invånare är 102.
Terrängen runt Vítsa är kuperad åt sydost, men åt nordväst är den bergig. Runt Vítsa är det mycket glesbefolkat, med 3 invånare per kvadratkilometer. Närmaste större samhälle är Eleoúsa, 19,0 km söder om Vítsa. Trakten runt Vítsa består till största delen av jordbruksmark.